# Evento auspicioso

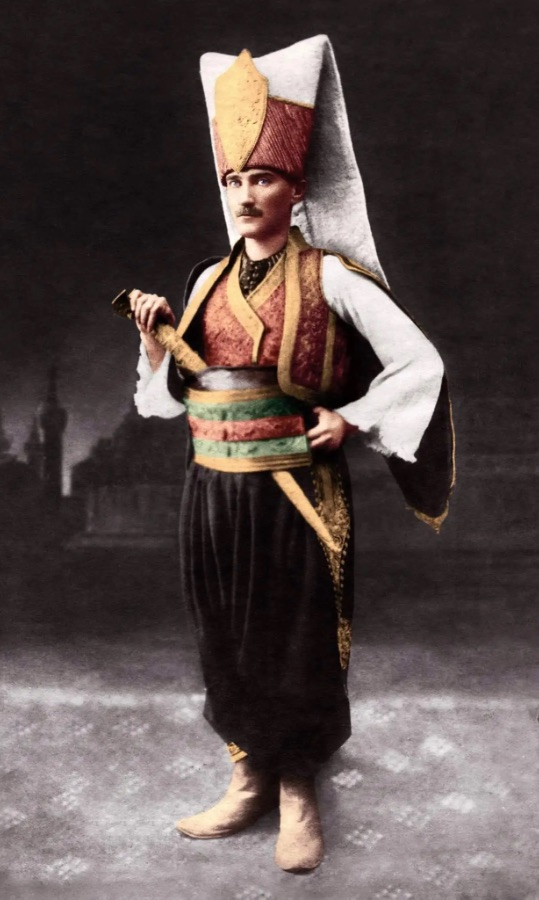
Mustafa Kemal Atatürk como janízaro; Sofia, 1914.

O Evento auspicioso é chamado de liquidação do Corpo de janízaros que marcou o início das chamadas reformas no Império Otomano.
Isso aconteceu em 15 de junho de 1826 em Constantinopla, no auge da Revolução Grega. Todos os janízaros foram mortos e enterrados em uma vala comum em Floresta de Belgrado. Os janízaros, como guarda pretoriana dos antigos sultões, foram culpados por todos os problemas do Império Otomano desde a década de 1760. No entanto, o Tratado de Adrianópolis (1829) foi alcançado e, após seu trágico fim, o Império Otomano não tinha um século para viver.
O nome do evento histórico hoje tem uma conotação bastante irônica, embora na época os autores do massacre fossem sinceros quando o intitularam dessa maneira. Dessa maneira, o filho do primo de Josefina de Beauharnais foi fortalecido como sultão otomano.